# سرطان المرجان
سرطان المرجان أو السرطان المحدب (باللاتينية: Carpilius convexus) هو أحد أنواع سرطان البحر (السرطان أو السلطعون أو الكابوريا أو القبقب) التي تعيش في المحيطين الهندي والهادئ، من هاواي إلى البحر الأحمر وجنوب أفريقيا.
وقد وُصِّف لأول مرة من قبل عالم الأحياء: بيتر فورسكول في 1775 باسم "Cancer convexus" أي «سرطان محدب»، وأحيانا يتم التعامل معه على أنه أحد تنويعات النوع الأكبر "Carpilius maculatus" أو «السرطان الأرقط».
علم الكائنات الحية الخاص بهذا الجنس (Carpilius)  مازال ضعيفاً ومعلوماتنا عنه قليلة.

## تواجده حول جزيرة العرب
يتواجد هذا النوع بالخليج العربي، فهناك صور لسرطان المرجان بجزيرة قاروه، أصغر الجزر الكويتية الجنوبية وصور أخرى بمياه الإمارات بالخليج العربي كما يتواجد بمياه الساحل الشرقي للإمارات بخليج عمان وله صور بخورفكان، كما يتواجد بالبحر الأحمر وهناك صور له بجدة (شاطئ بهادر) بالسعودية. ويتواجد أيضا بخليج عمان، وله صور بمحمية جزر الديمانيات بمنطقة الباطنة بعمان.

## شاهد فيديو
- سرطان المرجان في غطس ليلي.

## وصلات خارجية
- قالب:روابط شقيقة مضمن
- Carpilius convexus, «سرطانات اليابان»

## معرض الصور

سرطان المرجان
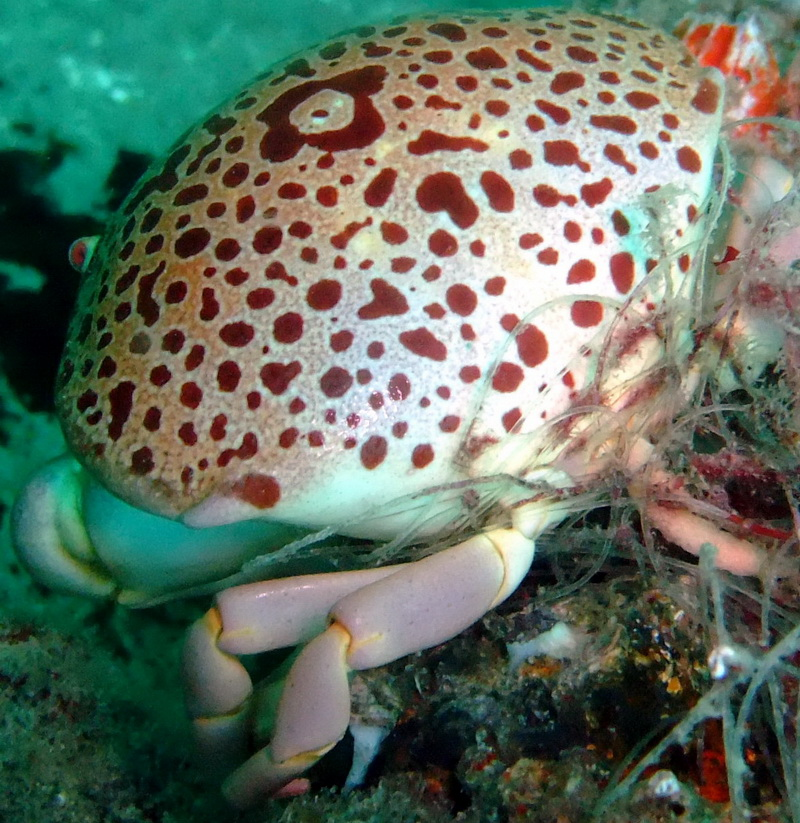
سرطان المرجان، تصوير يحيى مختار، سفينة لودفيج الغارقة (Ludwig Wreck)، أبوظبي، عمق 25م، الخليج العربي.
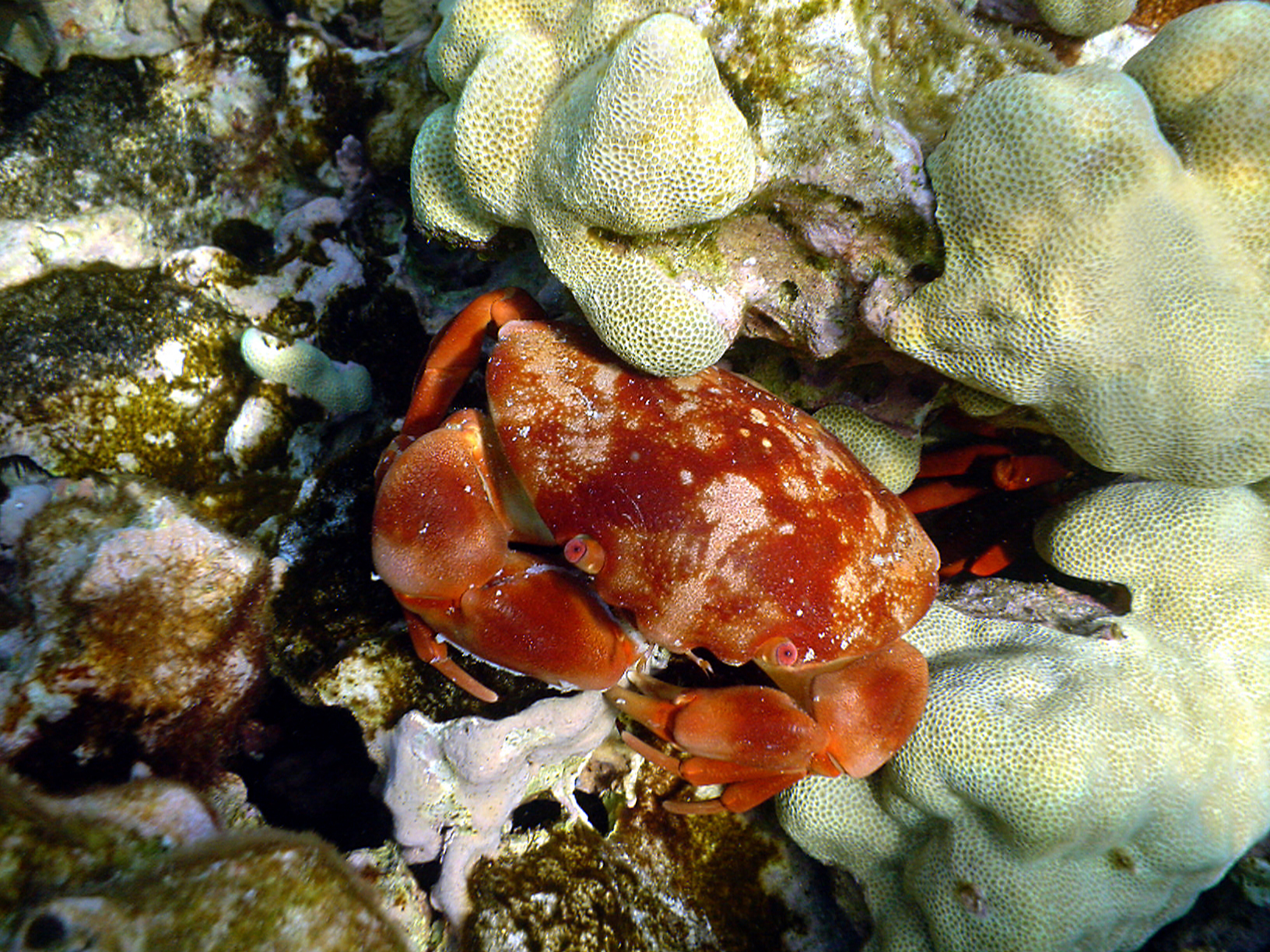
سرطان المرجان، جزيرة هاواي Big Island، المحيط الهادئ.
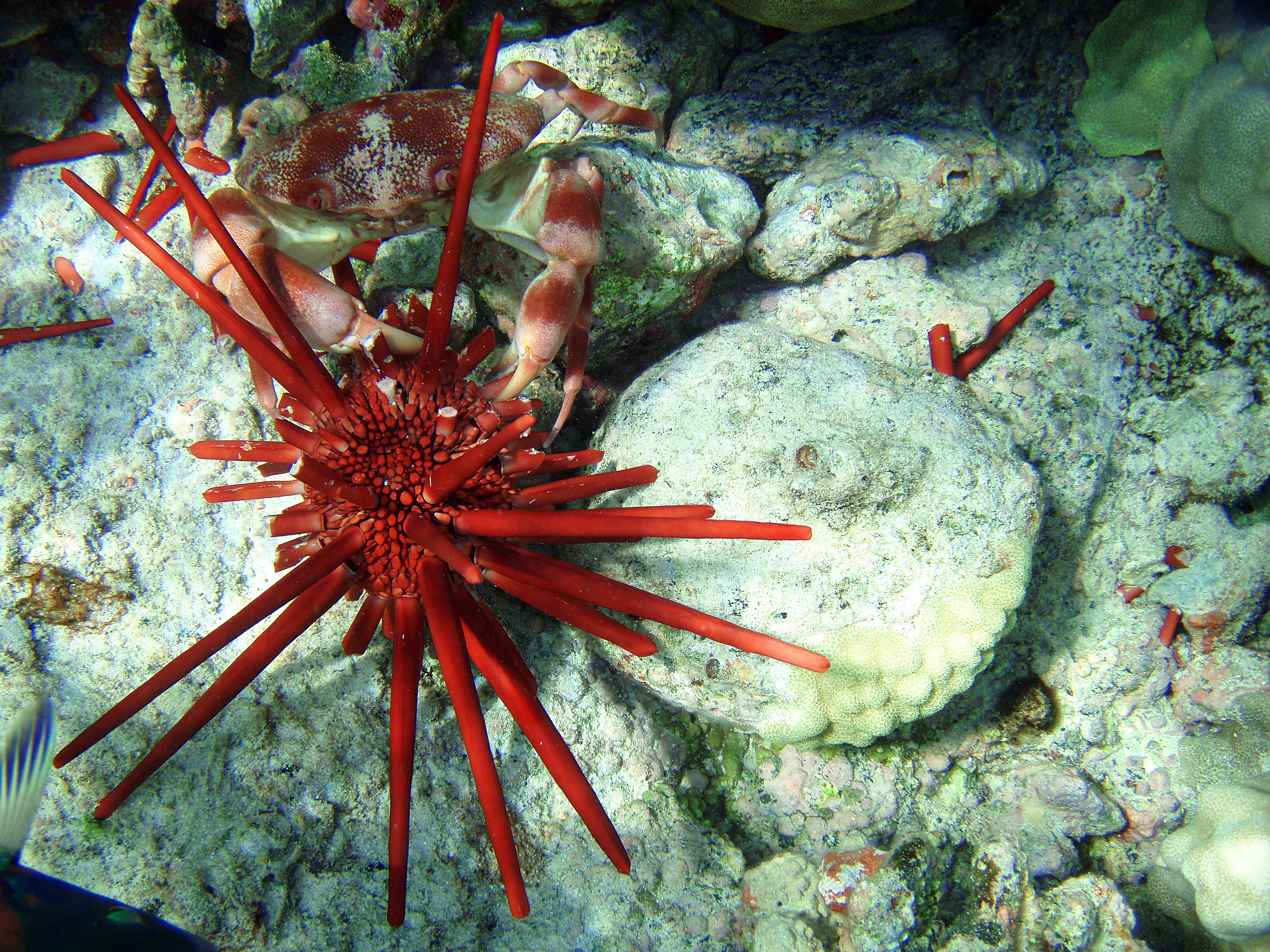
سرطان المرجان يفترس قنفذ البحر من نوع (Heterocentrotus trigonarius)، جزيرة هاواي Big Island، المحيط الهادئ.
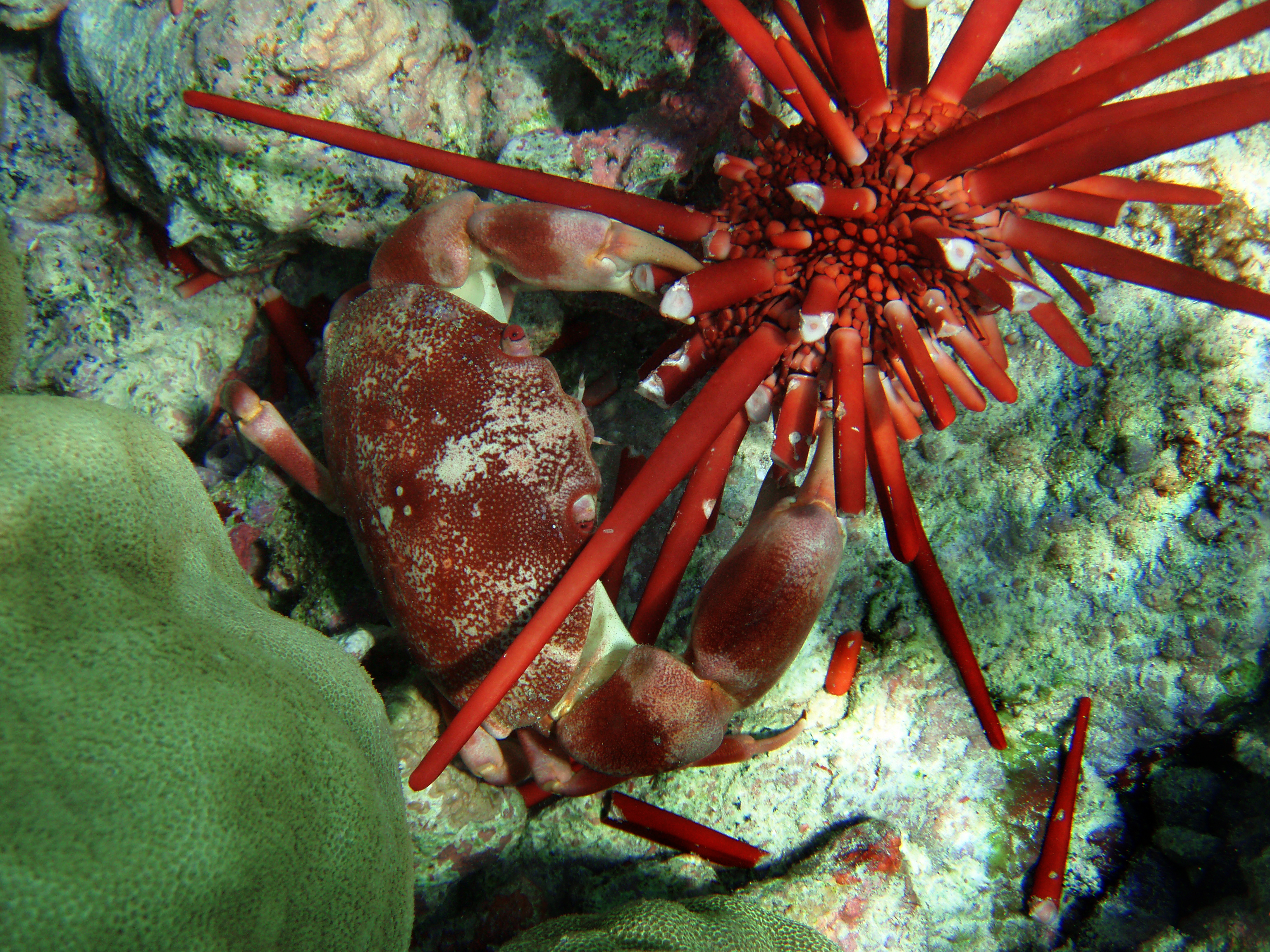
سرطان المرجان يفترس قنفذ البحر من نوع (Heterocentrotus trigonarius)، جزيرة هاواي Big Island، المحيط الهادئ.
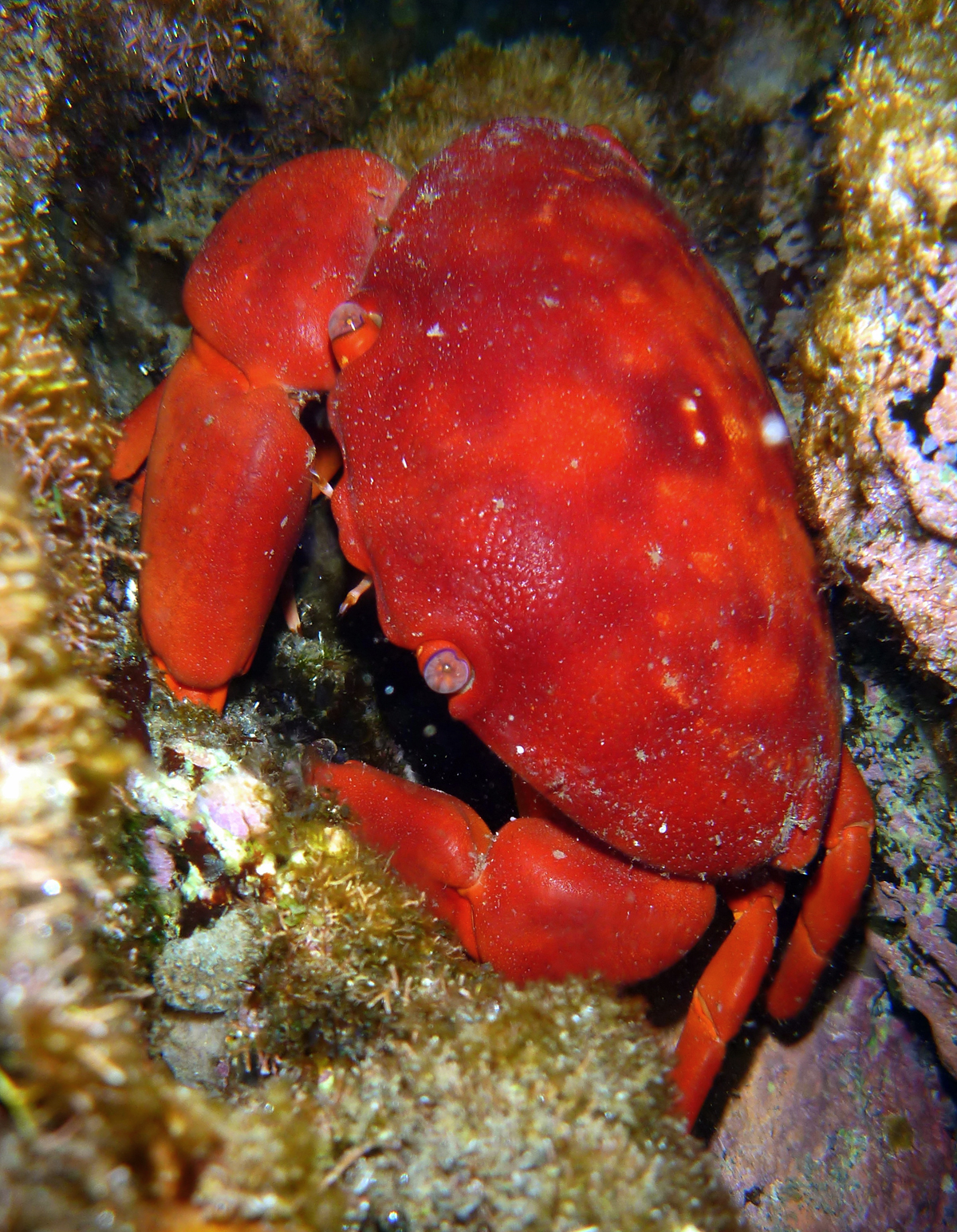
سرطان المرجان، جزيرة لا ريونيون (Réunion)، شرق جزيرة مدغشقر، المحيط الهندي.